# Monts-en-Bessin
Monts-en-Bessin ist eine französische Gemeinde mit 417 Einwohnern (Stand: 1. Januar 2022) im Département Calvados in der Region Normandie. Sie gehört zum Arrondissement Vire und zum Kanton Les Monts d’Aunay.

## Geografie
Monts-en-Bessin liegt etwa 19,5 km westsüdwestlich von Caen. Umgeben wird die Gemeinde von Vendes im Norden, Val d’Arry mit Noyers-Missy im Nordosten, Osten und Südosten, Parfouru-sur-Odon im Süden, Villy-Bocage im Südwesten und Westen sowie Saint-Vaast-sur-Seulles in nordwestlicher Richtung.

## Bevölkerungsentwicklung
| Jahr                             | 1793 | 1836 | 1876 | 1926 | 1946 | 1968 | 1990 | 2016 |
| Einwohner                        | 625  | 600  | 478  | 307  | 308  | 294  | 373  | 417  |
| Quelle: Cassini, EHESS und INSEE |      |      |      |      |      |      |      |      |

## Sehenswürdigkeiten
- Kirche Saint-Martin, zum Teil aus dem 11. Jahrhundert
- Schloss Monts aus dem 18. Jahrhundert, seit 2010 Monument historique[2]

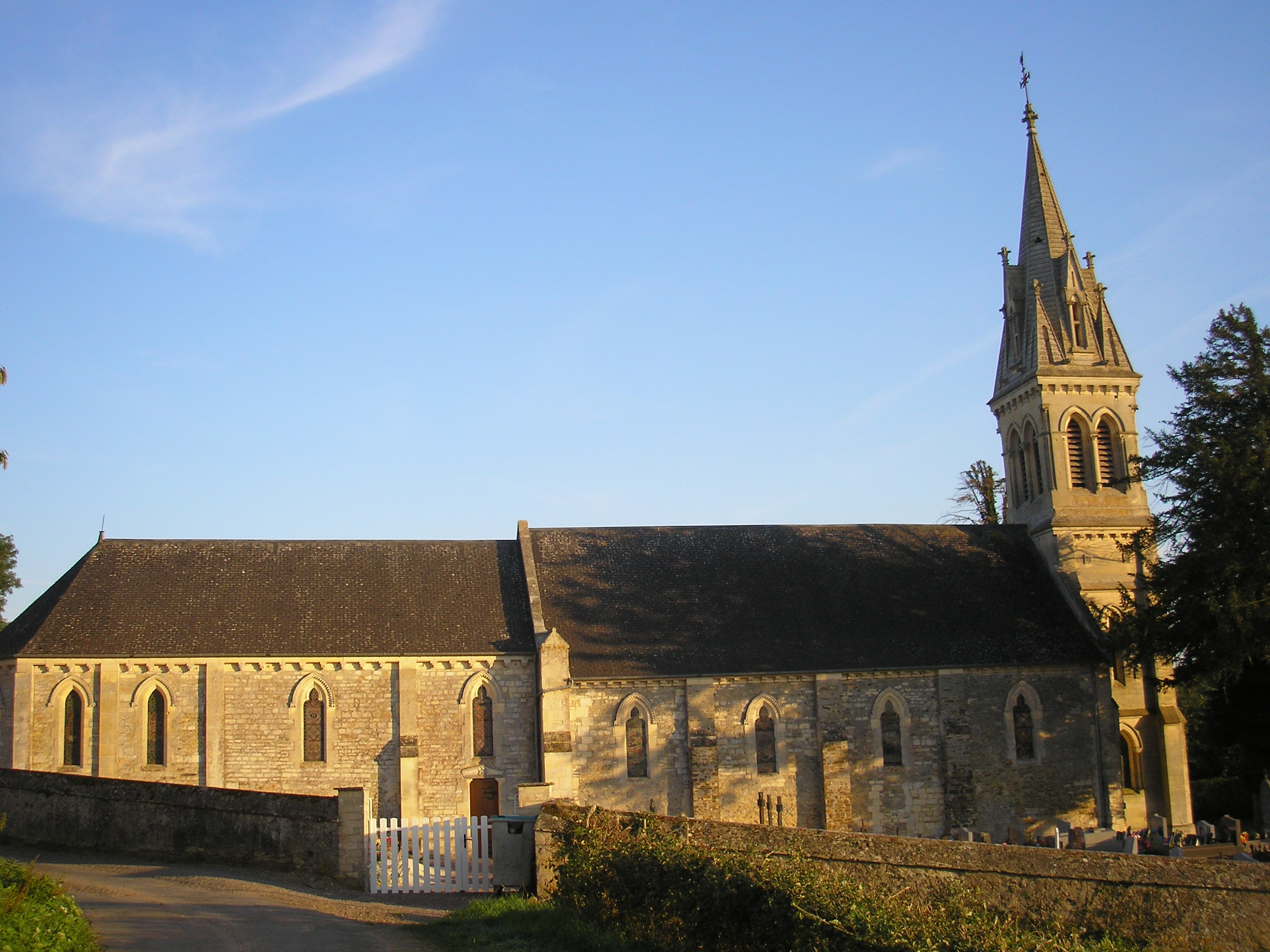
Kirche Saint-Martin
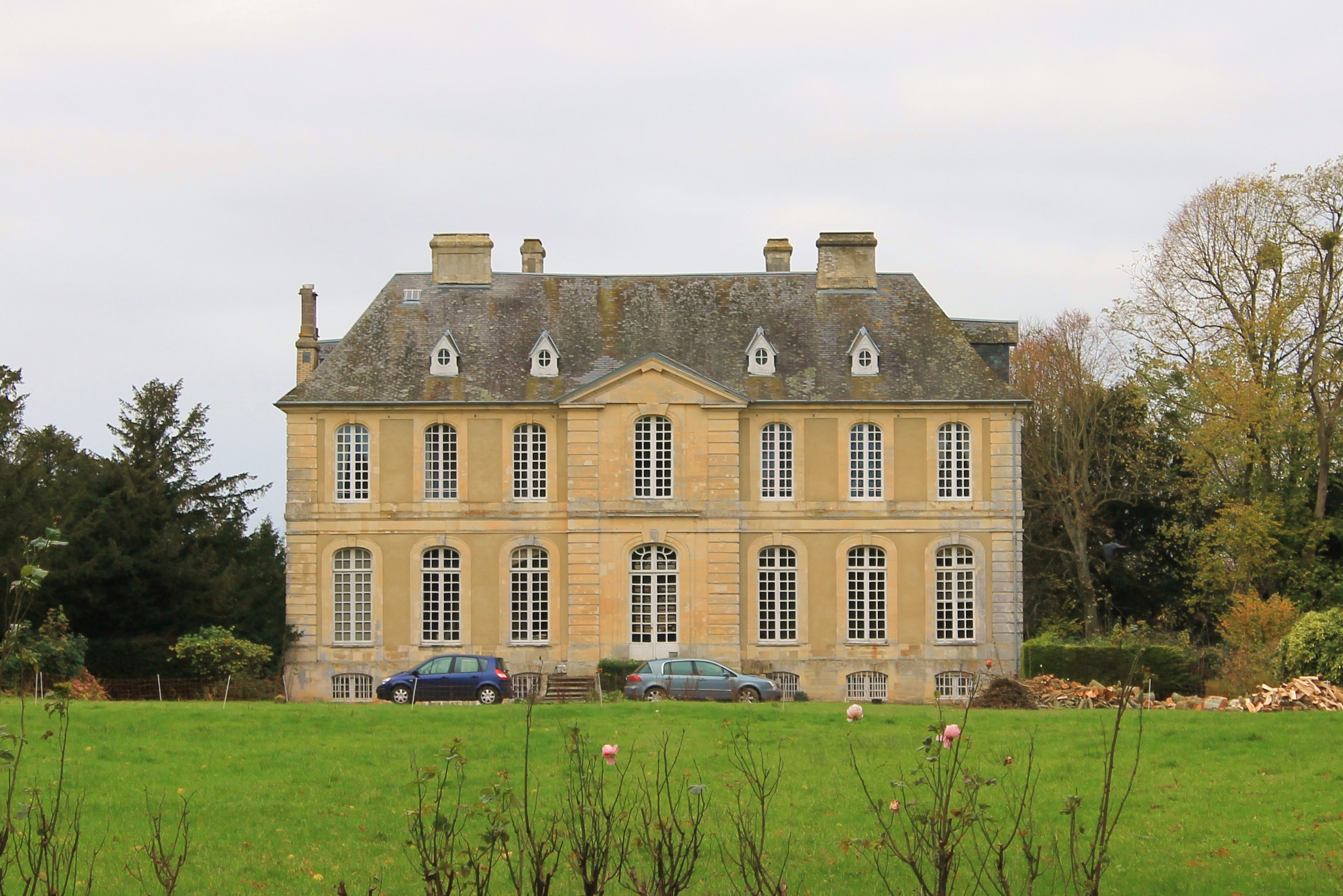
Schloss Monts